# Editor de partitura

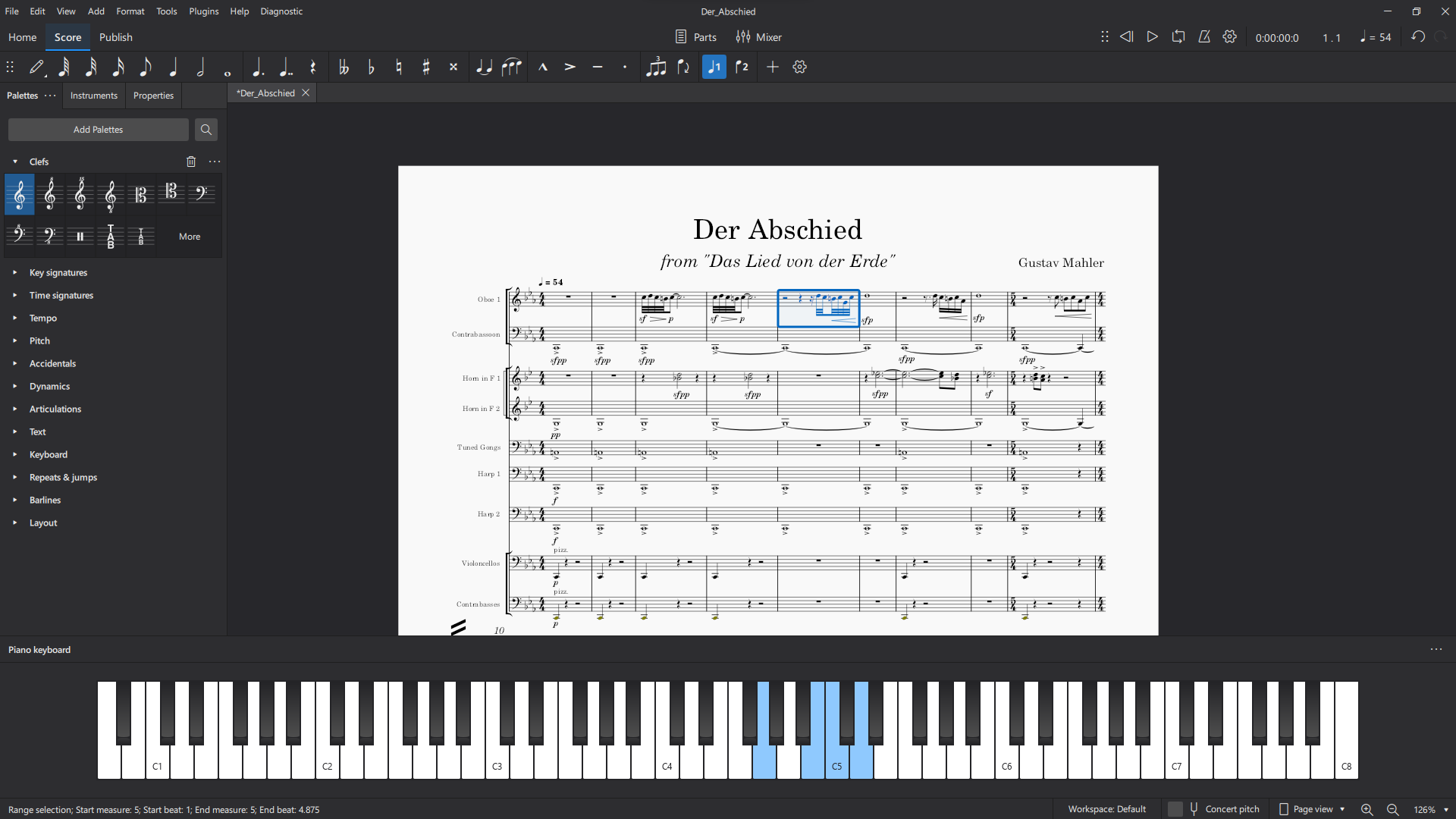
Captura de ecrã do programa MuseScore

Um  editor de partituras, ou programa de notação musical, é um programa de computador usado para criar partituras. Um editor de partituras está para a notação musical assim como um processador de texto está para a edição de textos.

## História
O rápido crescimento dos computadores pessoais na década de 1980 ocasionou a criação de dezenas de editores de partituras (veja a lista de editores de partitura). Entretanto, nos anos 1990, muitos deles ficaram obsoletos.
Em 2000 o mercado estava dominado pelo Finale e, em menor medida, pelo Sibelius. Diferente de muitos programas mais antigos, ambos ofereciam uma larga e sofisticada gama de recursos, tornando-os adequados a quase todo tipo de música e também para editoração profissional.
No final dos anos 2000, o número de vendas do Sibelius no mundo alcançou o do Finale (de acordo com o Sibelius). O Sibelius e o Finale ainda dominam o mercado.

## Funcionalidades

### Recursos básicos
Todos os editores de partituras permitem ao usuário inserir, editar e imprimir notação musical, em variados graus de sofisticação. Eles variam de programas que podem escrever uma simples canção, peças para piano ou tablatura, até aqueles que podem lidar com a complexidade de obras orquestrais, notação especial (de música antiga a moderna), e editoração musical de alta qualidade.

### Inserção
A música pode ser inserida usando-se o mouse, teclado de computador e/ou tecladi MIDI. Muitos programas também permitem inserção por meio de sistemas de reconhecimento ótico de caracteres, ou ainda tocando ou cantando ao microfone.

### Reprodução
Muitos editores de partitura também permitem que a música seja reproduzida via MIDI ou, em alguns casos, por programas sintetizadores. Isso significa que os editores de partitura têm algo em comum com os sequenciadores - muitos dos quais podem também, até certo ponto, escrever notação musical -, embora editores de partitura sejam usados primordialmente para esse fim, enquanto os sequenciadores o são para gravar e tocar música.

### Editoração
Alguns editores permitem que o trabalho seja personalizado e ajustado de acordo com as exigências dos editores para produzir editoração musical de alta qualidade e adequá-lo ao estilo específico de cada casa.

### Publicação na Internet
Alguns editores permitem que os usuários publiquem seus trabalhos na Internet, onde estes podem ser reproduzidos, transpostos e impressos, em certos casos, cobrando-se uma taxa.

### Outras funções
Muitos editores oferecem outras funções como transposição, produção de partes cavadas de uma partitura ou aplicação de transformações como retrocesso. Alguns podem criar automaticamente exercícios instrumentais e folhas de estudo. Alguns dão suporte a plugins, frequentemente desenvolvidos por usuários ou outras empresas.

## Formatos de arquivo
Quase todos os editores de partitura usam seus próprios formatos de arquivo. Por esta razão, a fim de compartilhar arquivos entre diferentes editores (ou com outros tipos de programas, como sequenciadores), muitos editores podem também importar e exportar um ou mais padrões de formato de arquivo de intercâmbio, como:
- Standard MIDI File: suportado por quase todos os editores de partitura. Entretanto, como este formato foi projetado para reprodução, ele só produz resultados aproximados e muito da informação notacional é perdida
- MusicXML: tem se tornado recentemente o formato padrão de intercâmbio para notação[2]
- NIFF: formato de arquivo obsoleto que foi suportado por alguns editores.[3]

Há também formatos textuais de edição de partitura, de uso geralmente limitado, como formato ABC e a Tablatura ASCII.